# Enterro da Tristeza
O Enterro da Tristeza é um bloco do Carnaval de Florianópolis, sendo um dos mais tradicionais eventos da cidade. Realizado anualmente na quinta-feira anterior a terça de Carnaval nas ruas do Centro, ele se destaca por seu caráter simbólico: ele é um cortejo fúnebre satírico onde a tristeza - personificada pelo personagem Defunto - é enterrada para os dias de folia, incluindo a presença de outros personagens como a Viúva, o Padre, o Coveiro e a própria Morte em uma alegoria carnavalesca, simbolizando a libertação dos problemas e a celebração da alegria durante o Carnaval, cuja semana de eventos é aberta pelo bloco. 
Criado na década de 1960, o evento já passou por diversos organizadores. Atualmente o Enterro é conduzido pelo Bloco SOS, ligado a Associação dos Funcionários Estaduais da Saúde de Santa Catarina (AFESSC), que surgiu nos anos 1980 e assumiu a organização do Enterro da Tristeza em 1995.

## História
O primeiro Enterro da Tristeza surge em 1964 organizado pelo Clube Paineiras, que ficava na Rua dos Ilhéus, no Centro de Florianópolis. O Paineiras, apesar do nome, era mais uma casa noturna do que um clube social.
Surgiu a ideia de criar um baile de carnaval, que foi chamado "Noite do Terror". A data foi definida para não coincidir com o dia do baile do mais famoso clube social da cidade, o Doze de Agosto, que realizava o tradicional Baile Municipal na sexta-feira de carnaval. Assim, a festa ficou para a quinta-feira anterior ao Municipal, fixando a data do evento que permanece até hoje. Para chamar a atenção, os organizadores resolveram então criar um "velório" em frente ao clube e este velório recebeu o nome de Enterro da Tristeza - essa primeira versão incluía um caixão com morcego, bruxas e outras decorações dentro da temática do terror e do carnaval.
Com o fechamento do Paineiras em 1975, a Boate Dizzy assumiu a realização do Enterro da Tristeza, e ao mesmo tempo, o Clube Ipiranga, do Saco dos Limões, também começou a faze-lo. Ambos passaram a fazer desfiles pelo Centro sob o nome de Enterro da Tristeza, e assim permaneceu por alguns anos. Paralelamente, a Associação dos Servidores da Fundação Hospitalar de Santa Catarina - atualmente Associação dos Funcionários Estaduais da Saúde de Santa Catarina (AFESSC) - criou o Bloco SOS, cuja sigla originalmente era de "Samba, Ordem e Saúde" em 1982.
O Enterro da Tristeza era tradicionalmente a abertura do carnaval, mas com o passar dos anos seus dois organizadores desistiram de fazer o cortejo no Centro. Foi no período sem o desfile que surge o Berbigão do Boca em 1992, que a partir de então passou a ser considerado a abertura do carnaval de Florianópolis - o Enterro ainda é a abertura da semana de carnaval propriamente dita. Em 1995, o Bloco SOS assume a organização, permanecendo assim até hoje.
Em 28 de março de 2013, a organizadora do Bloco SOS, a Sociedade Cultural, Recreativa Carnavalesca S.O.S Alegria, foi declarada de utilidade pública municipal pela lei nº 9531.

## Características
O bloco é marcado pela alegoria da morte da tristeza, representada por um carro alegórico com um velório, incluindo um caixão, coroa de flores e outros elementos fúnebres, além de um grupo de personagens velando o "defunto". Nelson Júlio da Rosa, o Godói, interpreta o Defunto, personagem que representa a tristeza, desde 2008. Já a Viúva é encarnada no Bloco SOS por Jorge Espírito Santo de Freitas, o Jorginho, desde 2006 -  entretanto ele já fazia a personagem quando o cortejo era organizado pelo extinto Clube Ipiranga do Saco dos Limões. Outros personagens incluem o Padre, o Coveiro e a Morte. Além dos personagens, o bloco conta também com sua própria corte carnavalesca com rainha e princesas.
O repertório musical do bloco inclui marchinhas carnavalescas tradicionais, sambas e axés em trios elétricos. A organização do Bloco SOS fica a cargo da Sociedade Cultural, Recreativa Carnavalesca S.O.S. Alegria, ligada a Associação dos Funcionários Estaduais da Saúde de Santa Catarina (AFESSC).
O trajeto atualmente usado pelo bloco saí do encontro da Avenida Hercílio Luz com a Avenida Mauro Ramos, percorrendo a primeira até próximo a Praça XV de Novembro, passando em frente a Câmara Municipal, a Catedral Metropolitana e o Palácio Cruz e Sousa e chegando até a Praça Fernando Machado e ao Largo da Alfândega. Entre 50 e 60 mil pessoas acompanham o Enterro da Tristeza anualmente.

## Outras cidades
Blocos com a temática do Enterro da Tristeza acontecem também em outras cidades catarinenses, como Balneário Rincão, Imbituba e Navegantes.